# Viadukt von Schengen
Der Viadukt von Schengen (luxemburgisch Viaduc vu Schengen) ist eine 607 Meter lange Autobahnbrücke, die die Mosel überspannt und die deutsche A 8  bei Perl mit Schengen an der luxemburgischen A13 verbindet.
Da die Mosel als Kondominium gemeinsames Hoheitsgebiet beider Staaten ist, befinden sich die Grenzschilder an unterschiedlichen Stellen der Richtungsfahrbahnen. 
Der Viadukt wurde als deutsch-luxemburgisches Gemeinschaftsprojekt unter der Leitung von Brice Girard erbaut und im Juli 2003 für den Verkehr freigegeben.

## Zahlen und Fakten
- Bauzeit: November 1998 bis November 2002
- Kosten: 20 Millionen Euro
- Gesamtlänge: 607 m (nördlicher Teil), 597 m (südlicher Teil)
- Breite: 28,5 m
- Höhe: 23,7 m
- Mittelspann: 130 m
- Spannweiten nördliche Brücke: 49 – 2×72,5 – 87,5 – 130 – 87,5 – 60 – 48 m
- Spannweiten südliche Brücke: 55,5 – 2×72,5 – 85 – 130 – 79,5 – 56 – 48 m
- Durchmesser der Brückenpfeiler: 1,2 m
- Kurvenradius der Brücke: 1.100 m

Die Auslegerbrücke besteht aus einem nördlichen und einem südlichen Teil, für die paarweise mehrere Hohlkastenpfeiler aus Stahlbeton errichtet wurden. Die Fahrbahn hat eine Neigung von 4 %.
Auf der Brücke gibt es jeweils zwei Fahrspuren für eine Fahrtrichtung, in beiden Richtungen ist ein Standstreifen vorhanden. Der Viadukt wird auf luxemburgischer Seite von der Nationalstraße N10 (Route des Trois Rivières) im Abschnitt Schengen–Remich unterquert.